# Eublemma respersa
Eublemma respersa là một loài bướm đêm trong họ Erebidae.